# Neen Savage
Neen Savage – osada w Anglii, w hrabstwie Shropshire. Leży 40 km na południowy wschód od miasta Shrewsbury i 190 km na północny zachód od Londynu.